# Balogh János (ügyvéd)
Balogh János (Torda, 1812 – Torda, 1877) ügyvéd.

## Élete
Iskoláit Nagyenyeden végezte, jogot hallgatott. A királyi táblára ment, ahol az ügyvédi vizsgát letette. 1848–1849-ben részt vett a szabadságharcban. Később mint ügyvéd Tordán telepedett le. A Remény (1840) munkatársa volt.

## Munkái
- Emberismertető. Gyermekeknek. Kolozsvár, 1842. Barráné és Stein (ism. Regélő P. Divatlap 1843. I. 12. 13. sz.)
- Kiskert. Kolozsvár, 1842
- Honi házi állatok. Polgári oskolákban tanuló gyermekeknek. Kolozsvár, 1846
- Hangok. I. kötet. Honvédhangok (1849–64.) Kolozsvár, 1869